# Ricardo César Guardo
Ricardo César Guardo (Buenos Aires, 21 de octubre de 1908-id., 1984) fue un odontólogo, político y  diputado nacional argentino. 

## Primeros años
Era hijo de María Victoria Lértora y de Antonio Juan Guardo, un odontólogo y profesor universitario que en 1946 fue el primer decano de la recién fundada Facultad de Odontología de la Universidad de Buenos Aires. Estudió en la Escuela de Odontología de la Universidad Nacional de La Plata, donde se recibió de odontólogo en 1929 y de médico en 1942. En esa casa de estudios fue designado Jefe de Trabajos Prácticos y, más adelante, profesor titular; en 1945 fue elegido Consejero de la ante el Consejo Directivo de la Facultad de Ciencias Médicas, representando a los profesores adjuntos, siendo el profesional más joven que como Profesor de esa casa de estudios llegara a ocupar dicho cargo. Además de colaborar en publicaciones del país y extranjeras se desempeñó como dentista e inspector odontólogo del cuerpo médico escolar; director del Colegio de Odontólogos y presidente de la Sociedad Argentina de Cirugía Dentomaxilofacial.

## Actividad política
Después que conociera a Juan Domingo Perón fundó el Centro Universitario Argentino para acercar universitarios al nuevo movimiento político encabezado por aquel.
Entre 1946 y 1952 Guardo fue elegido Diputado Nacional por la Capital Federal y entre 1946 y 1947 presidente de la Cámara de Diputados. Su esposa Lillian Lagomarsino acompañó a Eva Perón en su gira por Europa en 1947.
Guardo supo por los diarios del 10 de febrero de 1948 que había caído políticamente en desgracia: el periódico opositor La Nación publicaba la fotografía de un acto realizado el día anterior en la embajada de México en la que aparecía junto a otros ministros y en la nota era mencionado como uno de los asistentes, en tanto en el diario oficialista Democracia la misma foto publicada había sido alterada y Guardo ya no aparecía en ella, como tampoco estaba en la lista de presentes. Relata su esposa en 1996, que ella y Ricardo:

“jamás criticamos al general Perón, ni a la Señora, ni al gobierno. Nosotros seguimos defendiendo las ideas justicialistas a ultranza, aunque muchas veces con Ricardo, en la intimidad, coincidíamos en que varios personajes no nos gustaban, y muchos procedimientos no nos parecían adecuados…pero lo peor fue el olvido de algunos peronistas que le debían favores a Ricardo, que nos habían frecuentado y que sin motivo nos dejaron de lado…Fue más terrible ese vacío,  del que siempre ignoramos la causa, que la persecución posterior de la revolución libertadora”.

Al caer Perón debió partir al exilio. De 1974 a 1976 fue embajador argentino ante la Santa Sede y en 1976 fue por muy poco tiempo Ministro de Defensa de la presidenta María Estela Martínez de Perón.
Escribió el libro Horas difíciles. Septiembre 1955-1962. Falleció en 1984.